# Дедеркой
Дедеркой — село в Туапсинському районі Краснодарського краю, у складі Шепсінського сільського поселення.
Залізнична платформа Дедеркой Північно-Кавказької залізниці.
Населення — 674 мешканців (2002).

## Географія
Село розташовано на березі Чорного моря біля місця впадіння річки Дедеркой. Курортне селище. У долині річки є мавпячий розплідник, у селі Пасіка.
У Дедеркої розташовані: бази відпочинку «Изумруд» і «Уралец», дитячі табори «Зелений огонек» і «Салют».

## Історія
Село засновано в 1898 р.. З 26 квітня 1923 р. значилося у складі Вельямінівської волості Туапсинського району Чорноморського відділу Кубано-Чорноморської області за 14 км від Туапсе (7 км залізницею). З 26 січня 1925 р., село у складі Вельямінівської сільської Ради Туапсинського району. 21 травня 1935 р. через ліквідацією Туапсинського району село Дедеркой перейшло в межі міста Туапсе. З 16 квітня 1940 р. село Дедеркой передано у знову створений Туапсинський район.

## Інтернет посилання
- Історія села Дедеркой [Архівовано 25 березня 2009 у Wayback Machine.]